# Арістідіс Константінідіс
Арістідіс Константінідіс (грец. Αριστείδης Κωνσταντινίδης) — грецький спортсмен, переможець шосейної гонки на Літніх Олімпійських іграх 1896 року.
На Перших Олімпійських іграх Константінідіс брав участь у трьох перегонах — у шосейних, на 10 км та на 100 км. Кращий свій результат показав на шосейних перегонах, де він прийшов першим, випередивши німецького спортсмена Августа фон Гьодріха. Під час перегону Арістідіса переслідували невдачі, він декілька раз падав та зламав велосипед, тому останню милю було подолано на велосипеді позиченому глядачем. У 10 км перегонах, через зіткнення зі своїм співвітчизником Георгіосом Колеттісом, він прийшов лише п'ятим. У 100-кілометровому заїзді він зміг проїхати лише 16 кілометрів. Хоча грецька делегація була самою чисельною, Арістідіс Константінідіс став єдиним грецьким чемпіоном з велоспорту на цій Олімпіаді.
Константінідіс також брав участь у Позачергових Олімпійських іграх 1906 року. На цей раз він не зміг фінішувати на шосейній гонці та був усунений у другому раунді 20-кілометрових трекових перегонів.
Арістідіс Константінідіс одним з перших привіз у Грецію велосипед, працював веломеханіком та був одним із засновників Афінської велоасоціації.